# Романов, Виктор Иванович
Виктор Иванович Романов (род. 14 сентября 1928, село Кологреево, теперь Стексовский сельсовет Ардатовского района Нижегородской области, Российская Федерация - умер 16 августа 2018 года, Николаев, Украина   (https://novosti-n.org/news/read/149713.html ) )— советский деятель, начальник— главный конструктор союзного проектного бюро «Машпроект» в Николаеве. Доктор технических наук. Академик Академии инженерных наук Украины (1992), академик Академии наук судостроения Украины (1997), член Американского общества инженеров-механиков. Депутат Верховного Совета УССР 9-го созыва.

## Биография
С четырнадцати лет работал на торфоразработках.
В 1944 году окончил семилетнюю школу и без экзаменов поступил в авиационный техникум города Горького и аэроклуб. В 1948 году окончил Горьковский авиационный техникум.
С 1948 г. — техник-конструктор на Уфимском авиамоторном заводе Башкирской АССР.
Член ВКП(б) с 1949 года.
Образование высшее. В 1952 году окончил вечерний Уфимский авиационный институт.
С 1954 г. — инженер-конструктор в отделах редукторов, турбин; с 1959 — руководитель конструкторского отдела турбин специального конструкторского бюро Южного турбинного завода в городе Николаеве.
В 1967 — 1968 г. — заместитель главного конструктора по эксплуатации союзного проектного бюро «Машпроект» в Николаеве.
В 1968 — 2001 г. — начальник — главный конструктор союзного проектного бюро «Машпроект» в Николаеве Николаевской области.
Автор более 25 научных изобретений.
Потом — на пенсии в городе Николаеве Николаевской области.

## Награды
- орден Ленина (1966)
- орден Октябрьской Революции (1971)
- орден «За заслуги» 3-й ст. (1998)
- медали
- дважды лауреат Государственной премии СССР (1974; 1985)
- заслуженный конструктор Украинской ССР (1988)
- почетный гражданин города Николаева (4.11.1998)